# Antoni Taraszkiewicz
Antoni Taraszkiewicz (ur. 16 stycznia 1957 w Gdyni) – polski inżynier, prof. dr hab. inż. architekt, profesor Politechniki Gdańskiej, specjalista z dziedziny architektury mieszkaniowej wielorodzinnej, użyteczności publicznej, sakralnej, wnętrz oraz urbanistyki, w latach 1989–2017 współwłaściciel Pracowni Projektowo-Wdrożeniowej FORT w Gdańsku.

## Działalność naukowa i zawodowa
Absolwent Wydziału Architektury Politechniki Gdańskiej – mgr inż. architektury (1983), w 1995 uzyskał doktorat na podstawie rozprawy Wieże współczesnych kościołów rzymskokatolickich w Polsce, a w 2006 – habilitację. W 2007 mianowany profesorem nadzwyczajnym, a w 2016 otrzymał tytuł naukowy profesora. Na Politechnice Gdańskiej pracuje od 1983. Pełnił funkcję dziekana Wydziału Architektury Politechniki Gdańskiej (2008–2016), od 2007 jest kierownikiem Katedry Architektury Mieszkaniowej, a od 2008 – członkiem Senatu Politechniki Gdańskiej.
Jest autorem kilkudziesięciu publikacji z zakresu architektury mieszkaniowej wielorodzinnej, użyteczności publicznej, sakralnej, projektowania wnętrz, w tym 2 książek, m.in.: „Research by design w architekturze”, Gdańsk 2013. Promotor 2 doktorów obronionych z wyróżnieniem.
Jest członkiem Komitetu Architektury i Urbanistyki Polskiej Akademii Nauk, przewodniczącym Miejskiej Komisji Urbanistyczno-Architektonicznej w Gdańsku (od 2014), członkiem Wojewódzkiej Rady Ochrony Zabytków w Gdańsku (2014–2018), Stowarzyszenia Architektów Polskich oddział Wybrzeże w Gdańsku gdzie w latach 2000–2009 pełnił funkcję Wiceprezesa Zarządu ds.Twórczości Architektonicznej Pomorskiej Okręgowej Izby Architektów. Jest członkiem Kolegium Sędziów Konkursowych SARP (od 1997).
Od 1989 do 2017 był współwłaścicielem Pracowni Projektowo-Wdrożeniowej FORT w Gdańsku.
Jest autorem projektów koncepcyjnych, budowlanych i wykonawczych, między innymi: Osiedla mieszkaniowego „Nad Potokiem” w Gdyni-Orłowie (2001), zespołu mieszkaniowego z hotelem „Nowy Spichlerz” w Gdańsku (2007), zespołu zabudowy mieszkaniowo-usługowej Kwartał Kamienic przy ul. Szerokiej w Gdańsku (2008), kościoła parafialnego p.w. Św. Józefa w Elblągu (2008), kościoła parafialnego p.w. Św. Rafała Kalinowskiego w Elblągu (2008), osiedla mieszkaniowego „City Park” w Gdańsku (2010), osiedla mieszkaniowego „Trzy Kolory” w Gdańsku (2012), budynku „B” Centrum Nanotechnologii Politechniki Gdańskiej (2012), zespołu mieszkaniowego „Młoda Oliwa” w Gdańsku-Oliwie (2014), remontu hallu głównego i Biblioteki Głównej Politechniki Gdańskiej (2015), Budynku Centrum Ekoinnowacji Politechniki Gdańskiej (2016).
Współpraca autorska przy projektach między innymi: Ośrodka katechetycznego z kaplicą księży Orionistów w Malborku (1984), kościoła p.w. Matki Bożej Saletyńskiej w Sobieszewie (1995), Europejskiego Centrum Solidarności w Gdańsku (2010).

## Ordery i odznaczenia, nagrody
- Konkurs SARP na zagospodarowanie rejonu Dworca Głównego w Gdańsku – pierwsza nagroda (1996)
- Konkurs urbanistyczno-architektoniczny na projekt budynku Gdańskiego Centrum Handlowego „Manhattan” w Gdańsku – pierwsza nagroda (2001)
- Konkurs urbanistyczno-architektoniczny na projekt przebudowy i modernizacji Urzędu Miejskiego w Gdańsku – wyróżnienie (2008)
- Konkurs urbanistyczno-architektoniczny na Projekt budynku „B” Centrum Nanotechnologii Politechniki Gdańskiej – pierwsza nagroda (2012)
- Konkurs międzynarodowy na projekt budynku Centrum Dziedzictwa Historycznego Miasta Gdańska – wyróżnienie (2012)
- Konkurs urbanistyczno-architektoniczny na projekt budynku Centrum Ekoinnowacji Politechniki Gdańskiej – pierwsza nagroda 2015)
- Nagroda artystyczna Młodych im. St. Wyspiańskiego (1993)
- Nagroda główna w konkursie „Życie w Architekturze” edycja Gdańska (1999)
- Srebrny Krzyż Zasługi (2003)
- Wyróżnienie Ministra Budownictwa za monografię pt: „Wielorodzinna architektura mieszkaniowa w Polsce okresu transformacji na przykładzie Trójmiasta” (2007)